# Залесье (Крым)
Зале́сье (укр. Залісся, крымскотат. Zalesye, Залесье) — село в Симферопольском районе Республики Крым, входит в состав Перовского сельского поселения (согласно административно-территориальному делению Украины — Перовского сельского совета Автономной Республики Крым).

## Население
| 2001 | 2014  |
| ---- | ----- |
| 1085 | ↘1063 |

Всеукраинская перепись 2001 года показала следующее распределение по носителям языка
| Язык       | Процент |
| ---------- | ------- |
| русский    | 94,56   |
| украинский | 4,61    |
| другие     | 0,55    |

### Динамика численности
- 1939 год — 805 чел.[10]
- 1989 год — 1124 чел.[10]
- 2001 год — 1085 чел.[11]
- 2009 год — 1049 чел.[12]
- 2014 год — 1063 чел.[13]

## Современное состояние

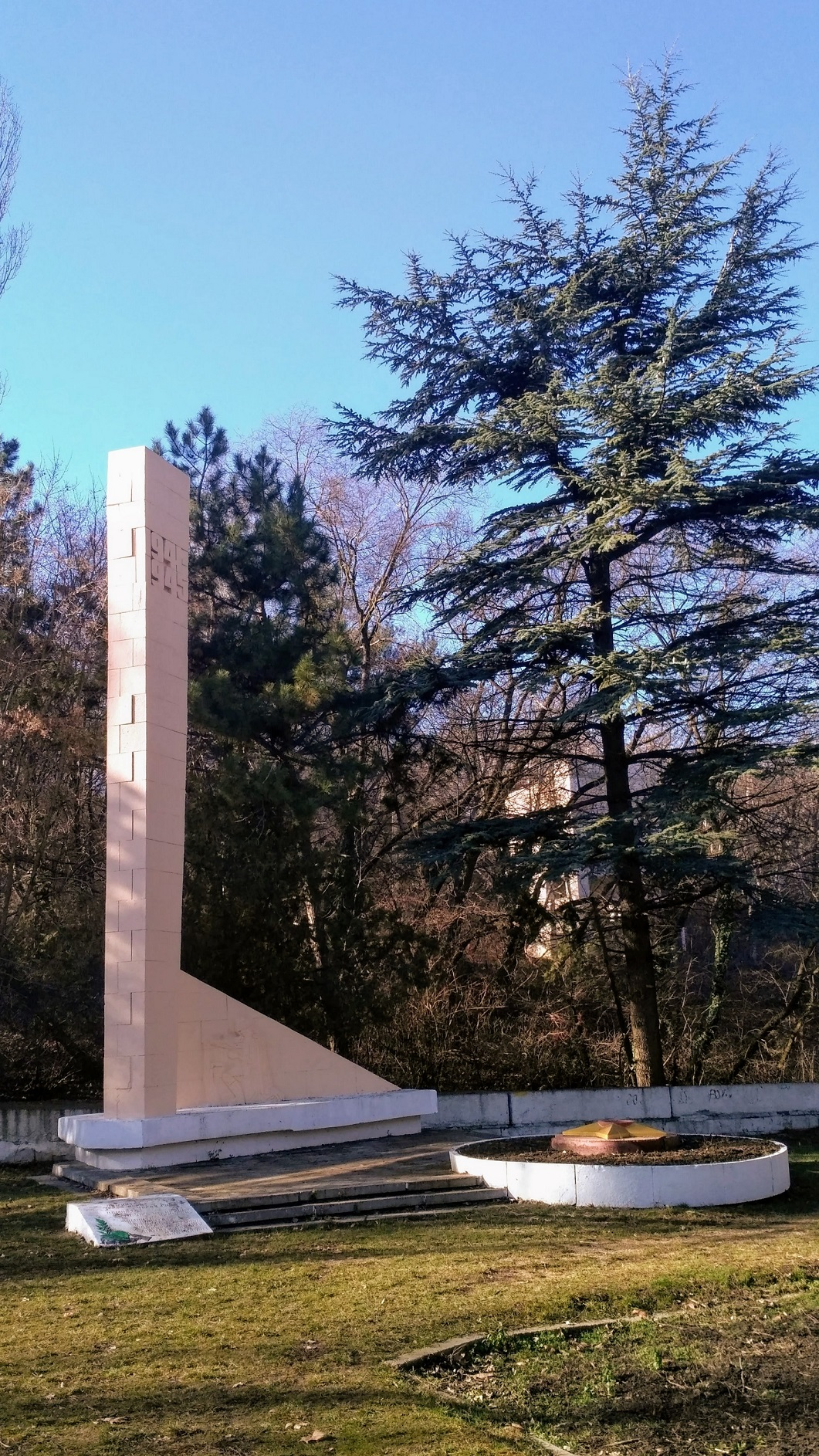
Памятный знак в честь воинов-односельчан, погибших в годы Великой Отечественной войны

В Залесье 7 улиц, площадь, занимаемая селом, 19,6 гектара, на которой в 371 дворе, по данным сельсовета на 2009 год, числилось 1049 жителей.
В селе действуют общеобразовательная школа (ранее — I—III ступеней) и детский сад «Теремок». Основа экономики — 2-е отделение птицефабрики САООО «Южная — Холдинг». С Симферополем Залесье связано городским автобусом 91-го маршрута и маршрутным такси № 99.

## География
Залесье расположено в центре района, примерно в 8 км (по шоссе) (фактически — юго-восточная окраина Симферополя), в балке у вершин первой куэсты Внутренней гряды Крымских гор, высота центра села над уровнем моря 432 м. Транспортное сообщение осуществляется по региональной автодороге Симферополь — Залесье 35-Н-523 (по украинской классификации С-01-1329).

## История
В «Крымскотатарской энциклопедии» утверждается, что по данным всесоюзной переписи населения 1939 года в селении проживало 805 человек. В 1957 году, в связи с передачей села Заводское в состав Симферополя и ликвидацией Заводского сельсовета, центр совета перенесли в Перово, был создан Перовский сельсовет, в который включили ещё совхоз «Залесье» (в котором село состоит всю дальнейшую историю). Решением Крымоблисполкома от 8 сентября 1958 года № 133 безымянному населенному пункту совхоза «Залесье» Перовского сельсовета было присвоено название Залесье<. Указом Президиума Верховного Совета УССР «Об укрупнении сельских районов Крымской области», от 30 декабря 1962 года Симферопольский район был упразднён и село присоединили к Бахчисарайскому. 1 января 1965 года, указом Президиума ВС УССР «О внесении изменений в административное районирование УССР — по Крымской области», вновь включили в состав Симферопольского. По данным переписи 1989 года в селе проживало 1124 человека. С 12 февраля 1991 года село в восстановленной Крымской АССР, 26 февраля 1992 года переименованной в Автономную Республику Крым. С 21 марта 2014 года в составе Крыма аннексировано Россией.